# 厄爾·馬尼戈
厄爾·馬尼戈（1944年9月7日—1998年5月15日）是美國街頭籃球運動員，綽號為「山羊」。

## 生涯
厄爾·馬尼戈因其跳躍能力而出名。然而，他的大部分傳奇故事都無客觀證據支持，包括他的招牌動作-雙扣籃。據稱，他在一次跳躍中可以用左手抓住球灌籃，然後將球切換到右手完成第二度灌籃。厄爾·馬尼戈在接受CNN採訪時駁斥該傳聞，稱即使是史上最偉大的球員都不能做到。與傑基·傑克遜（Jackie Jackson）等當時的街頭籃球運動員一樣，厄爾·馬尼戈據稱能夠觸及籃板的頂部，但從未得到證實。
托德·加拉格爾（Todd Gallagher）的著作《安迪·羅迪克用煎鍋揍我》對此提出了反駁，這本書用整個一章節介紹來厄爾·馬尼戈。加拉格爾（Gallagher）寫道：山羊”厄爾·馬尼戈公認為有史以來最偉大的籃球運動員之一，儘管他從未在NBA打過球，只在大學里短暫打過藍球，但馬尼戈的傳說卻廣為流傳。
1996年，在唐·钱德尔主演的電影《籃板：「山羊」厄爾·馬尼戈傳奇》（Rebound: The Legend of Earl "The Goat" Manigault）中，馬尼戈擁有如此非凡的跳躍能力，可以將美元鈔票從籃板的頂部拉出來並留下零錢。厄爾·馬尼戈身高介於5尺11吋和6尺1吋之間，而籃板頂部高度是13英尺，馬尼戈跳躍高度至少要達到60英寸才能接近籃板頂部。其出色的跳躍能力據稱歸因於童年時期經常戴踝關節負重來練習。他連續36次反扣籃，贏得了60美元的賭注。
卡里姆·阿卜杜勒-贾巴尔在洛杉磯湖人隊結束職業生涯，在洛杉磯論壇體育館退休時，稱厄爾·馬尼戈是他對抗過最偉大的籃球員。
1998年5月15日，厄爾·馬尼戈因心臟衰竭過世。紐約市為了紀念他對籃球運動的貢獻，將99街與阿姆斯特丹大道交界的籃球場正式命名為「山羊公園」。